# Płynne złoto
Płynne złoto (ang. Blowing Wild) – amerykański dramat filmowy z 1953 roku w reżyserii Hugo Fregonese. 

## Opis fabuły
Tragiczna historia miłości trojga ludzi. Jeff Dawson – to poszukiwacz ropy naftowej, którego szyb ulega zniszczeniu w wyniku napadu lokalnych bandytów. Pozbawiony środków do życia przyjmuje propozycję pracy jako kierownik u "Paco" Conwaya – przyjaciela sprzed lat. "Paco" jest właścicielem kilku szybów i potrzebuje doświadczenia Jeffa. W domu "Paco" Jeff nieoczekiwanie spotyka swoją dawną znajomą Marinę – żonę "Paco". Zamożny nafciarz bardzo kocha swoją żonę, jednak nie zdaje sobie sprawy, że od lat Jeff jest jej wielką, niespełnioną miłością. Marina do tego stopnia pragnie Jeffa, że w końcu posuwa się do zabójstwa "Paco". Zdarzenie to zostaje uznane przez policję za nieszczęśliwy wypadek. Kiedy jednak Marina wyznaje Jeffowi swoje uczucia i ofiarę jaką dla niego uczyniła, mężczyzna odrzuca ją. Kolejny atak miejscowych bandytów, przynosi nieoczekiwaną śmierć Mariny, która ginie dokładnie w tym samym miejscu co zamordowany przez nią mąż. 

## Obsada aktorska
- Gary Cooper – Jeff Dawson
- Barbara Stanwyck – Marina Conway
- Ruth Roman – Sal Donnelly
- Anthony Quinn – "Paco" Conway
- Ward Bond – Dutch Peterson
- Ian MacDonald – Jackson
- Richard Karlan – Henderson
- Juan García Garza – El Gavilan

i inni. 

## Produkcja
Film, po mimo gwiazdorskiej obsady, spotkał się z co najmniej sceptycznym przyjęciem krytyków. The New York Times pisał o nim jako o "prostej, nieinspirowanej, patchworkowej robocie". 
Spodobał się jednak publiczności – w 1953 roku przyniósł 2 mln. dolarów z dystrybucji w kinach USA i Kanady. Dało mu to 49 pozycję na ponad 130 dochodowych premier sklasyfikowanych przez tygodnik Variety. 
Na uwagę zasługuje w nim soundtrack – piosenka pt. Blowing Wild (The Ballad of Black Gold) w wykonaniu Frankiego Laine, jednego z najpopularniejszych piosenkarzy amerykańskich lat 50.. 
Pierwotnie do obsady głównej roli męskiej i żeńskiej planowano Roberta Mitchuma i Joel McCrea.
Jak głoszą napisy początkowe filmu, jego akcja rozgrywa się w Ameryce Południowej. Jednak plenery zlokalizowano w Meksyku i tam początkowo miała się rozgrywać akcja filmu. Zanim to nastąpiło, właściwi urzędnicy w Meksyku nie zgodzili się na zdjęcia w ich kraju ze względu na zbyt negatywny obraz Meksykanów ukazany w filmie (banda El Gavilana). Zagrozili wstrzymaniem dystrybucji wszystkich filmów wytwórni Warner Bros. o ile Amerykanie nie zmienią scenariusza. Sprawa otarła się aż o amerykański Departament Stanu i ostatecznie wytwórnia zgodziła się na cięcia oraz umieszczenie informacji w napisach początkowych o południowoamerykańskiej lokalizacji akcji filmu. 